# Liriomyza lesinensis
Liriomyza lesinensis este o specie de muște din genul Liriomyza, familia Agromyzidae, descrisă de Erich Martin Hering în anul 1967. Conform Catalogue of Life specia Liriomyza lesinensis nu are subspecii cunoscute.